# 決算
決算（けっさん）とは、一定期間の収入・支出を計算し、利益又は損失（損益）を算出すること。一般的には予算の対義語であるが、財政学では予算過程（立案過程、決定過程、執行過程、決算過程の4過程）の一つとして捉えられる。

## 決算の視点
決算は公会計にも私会計にも存在する。決算審査の視点には、正確性、合規性、経済性、効率性、有効性などがある。
- 正確性
決算の正確性とは、決算に表示された内容が、予算の執行等を正確に反映されているかどうかという視点をいう[3]。
- 合規性
決算の合規性とは、会計処理の方法が予算や法令、規則にのっとって適正に処理されたかどうかという視点をいう[4]。
- 経済性
決算の経済性とは、より少ない費用で同一の事務・事業を遂行し予算を執行することができないかどうかという視点をいう[5]。
- 効率性
決算の効率性とは、同一の費用でより大きな成果（最大限の成果）が得られないかという視点をいう[5]。
- 有効性
決算の有効性とは、事務・事業の執行や予算の執行が当初の目的や効果を達成できたかどうかという視点をいう[6]。

なお、決算審査の視点は、正確性、合規性、経済性、効率性、有効性に限られるわけではなく、公平性や安全性などあらゆる視点から審査されるべきと考えられている。

## 公会計における決算
会計年度ごとに予算は作成されるが、1つの予算が運営される過程は通常3年度以上の年月をたどるもので予算循環と呼ばれている。予算循環には、立案過程、決定過程、執行過程、決算過程の4つの過程があり、決算過程はその一つである。

### 日本
官庁会計においては、4月1日から翌年3月31日までの1年間を1会計年度として歳入･歳出を管理し、当該年度の出納完結後、予算と実績とを対比して作成される。

#### 国における決算
国の収入支出の決算は、全て毎年会計検査院がこれを検査し、内閣は次の年度に、その検査報告とともに、これを国会に提出しなければならない（日本国憲法第90条第1項）。会計検査院は日本の最高会計検査機関であり憲法上の機関である。
財政法では第37条 - 第41条に規定されている。
国会においては衆議院の決算行政監視委員会、参議院の決算委員会が審査を行う。内閣は会計年度終了後の11月頃に決算（検査報告を含む）を提出し、国会では省庁別審査を含めた質疑等を行い、概ね翌年の6月頃（通常国会会期末）までに審査を終了するというのが通例になっている。ただし国の決算に関する議決について定めた法令は無いため、議決の方法や内容については衆参両院で違いがある。また決算が否認された場合も、政府の支出行為や契約内容の効力に影響は及ばない。なお一部には、「少なくとも予算編成時と決算審査時に内閣の首班が同一である限り、政府は最大の政治責任の取り方として総辞職を考慮すべき」とする意見もある。

#### 地方公共団体における決算
地方自治法に規定されている。地域により変化する。
- 決算（第233条）
- 歳計剰余金の処分（第233条の2）

各地方自治体では、会計年度終了後3ヶ月以内に会計責任者が自治体の長に決算（付随書類を含む）を提出する必要があり（地方自治法第233条1項）、自治体の長は当該決算について監査委員の審査を受け（同条2項）、その結果を議会に送付し決算の認定に付す必要がある（同条3項）。議会は、提出された決算の内容に問題があると認める場合は決算の認定を否決する権利を持っており（決算不認定）、不認定となった場合自治体の長は改善措置を講じその内容を議会に報告し、また公表しなければならない（同条7項）。ただし決算不認定となった場合でも、自治体の長の政治的・道義的責任は問われるものの、既に執行済みの予算の効力には影響しないとされている。

### アメリカ
アメリカでは最高会計検査機関としてアメリカ合衆国会計検査院（Government Accountability Office、GAO）が法律により設置されている。GAOと行政府の関係については、行政府から独立した機関であるほかは明文の規定は設けられていない。現行の運用ではGAOはアメリカ連邦議会のために活動する機関と捉えられている。

### イギリス
イギリスでは最高会計検査機関としてイギリス会計検査院（National Audit Office (United Kingdom)、NAO）が法律により設置されている。NAOは2011年予算責任及び会計検査法によりイギリス下院の附属機関（オフィサー）となっている。

### ドイツ
ドイツでは最高会計検査機関としてドイツ会計検査院（Bundesrechnungshof、BRH）が憲法（ドイツ連邦共和国基本法）により設置されている。BRHは三権の機関（ドイツ連邦議会、連邦政府、連邦裁判所）に属さない機関とされている。

### フランス
フランスでは最高会計検査機関としてフランス会計検査院（Cour des comptes (France)、CDC）が憲法により設置されている。BRHは三権の機関（立法府、行政府、裁判所）に属さない機関とされている。

## 私会計における決算
会社や個人事業などの企業会計では、通常は1年間をひとつの会計期間として決算を組む。日本の場合、公会計に倣って4月1日から翌年の3月31日までを会計期間とする場合が多いが、それぞれの会社の事情に応じて、暦年を会計期間とすることもあれば、6月から翌年の5月というような会計期間とすることもある。ただし、個人事業主の場合は暦年と同じ1月から12月までと決められている。
企業会計においては、単に損益を計算するだけではなく、種々の財務諸表を作成し、詳細な情報開示が行われる。なお、通常は、金商法適用会社のうち上場会社においては、四半期決算として、3か月単位の財務諸表を作成し、金融商品取引法適用の非上場企業では、四半期決算もしくは半年ごとに中間決算として中間財務諸表が作成される。そして、1年を通じた総まとめに相当する本決算（期末決算、年度決算、第4四半期決算とも呼ばれる）を組むことになる。
作成された財務諸表は、監査法人や公認会計士による監査を受けたのち、原則として株主総会で最終的に承認される。
上場会社の場合、通常決算期末から3か月以内定時株主総会を開催するが、税務申告の期限は基本的に2か月以内となっており、決算手続は税務申告の期限に合わせて完了する。